# Мавари сёги
Мавари сёги  (まわり将棋 (яп.  «шахматы с движением по кругу»)) — настольная игра-ходилка для двух игроков, играемая с помощью фигурок сёги. Игроки в ней по очереди подбрасывают четырёх золотых генералов, и передвигают свои фишки по доске на число клеток, зависящее от того, как эти генералы упадут.
Играется в качестве развлечения, при переутомлении от игры в сёги.

## Правила
Из набора сёги отбираются все 4 золотых генерала. Игроки ставят в углы (в случае двух игроков — в противоположные) свои фишки — пешки. Далее они по очереди бросают 4 золотых и передвигают свою фишку на столько очков, сколько принесло им бросание.
Фигурки ходят по крайним полям доски, по кругу, против часовой стрелки. Их принадлежность, как и в сёги, определяется направлением.

### Вычисление очков броска
Сколько очков приносит каждый генерал, зависит от того, как он упадёт:
- Тыльной стороной (без надписи) вверх — 0 очков.
- Фасадной стороной (金将) вверх — 1 очко.
- Одним из боковых (длинных) рёбер вверх — 5 очков.
- Одним из верхних (коротких) рёбер вверх — 10 очков.
- Передним (широким) ребром вверх — 20 очков (в некоторых вариантах, из-за редкости такого исхода, за него даётся от 30 до 100 очков).
- Если все 4 генерала упали тыльной стороной (без надписи) вверх, это приносит, в зависимости от правил, от 8 до 20 очков (а в некоторых вариантах, даёт прыжок до следующего угла).

### Повышения
Когда пешка игрока останавливается точно на каком-нибудь угловом поле, она повышается до стрелки (заменяется на стрелку). В свою очередь, стрелка в аналогичном случае повышается до коня, конь — до серебра, серебро — до слона, слон — до ладьи, ладья — до короля. Когда же в углу останавливается король, это победа.
Есть вариант правил, по которым повышение производится, когда фишка игрока проходит полный круг. При этом останавливаться точно в своём углу ей не требуется.

### Варианты
Существует, также, много вариантов правил данной игры, в деталях отличающихся от данных.

## История
Точно время возникновения мавари сёги неизвестно. Первое из известных её описаний есть в книге об играх 1830 года «Кюсёран», однако предполагается, что в неё играли и ранее.